# Crocidosema plebejana
Espèce
Crocidosema plebejana est une espèce de lépidoptères de la famille des Tortricidae.

## Répartition
Ce papillon se rencontre en Europe (Pays-Bas, Belgique et France notamment) ainsi que dans l'écozone australasienne.

## Description
Crocidosema plebejana a une envergure de 12 à 16 mm et le papillon vole dans l'hémisphère nord de mai à juillet.
Les larves se nourrissent sur la guimauve officinale et d'autres espèces de Malvaceae dont notamment les cotonniers ce qui en fait un nuisible en Australie.

## Galerie

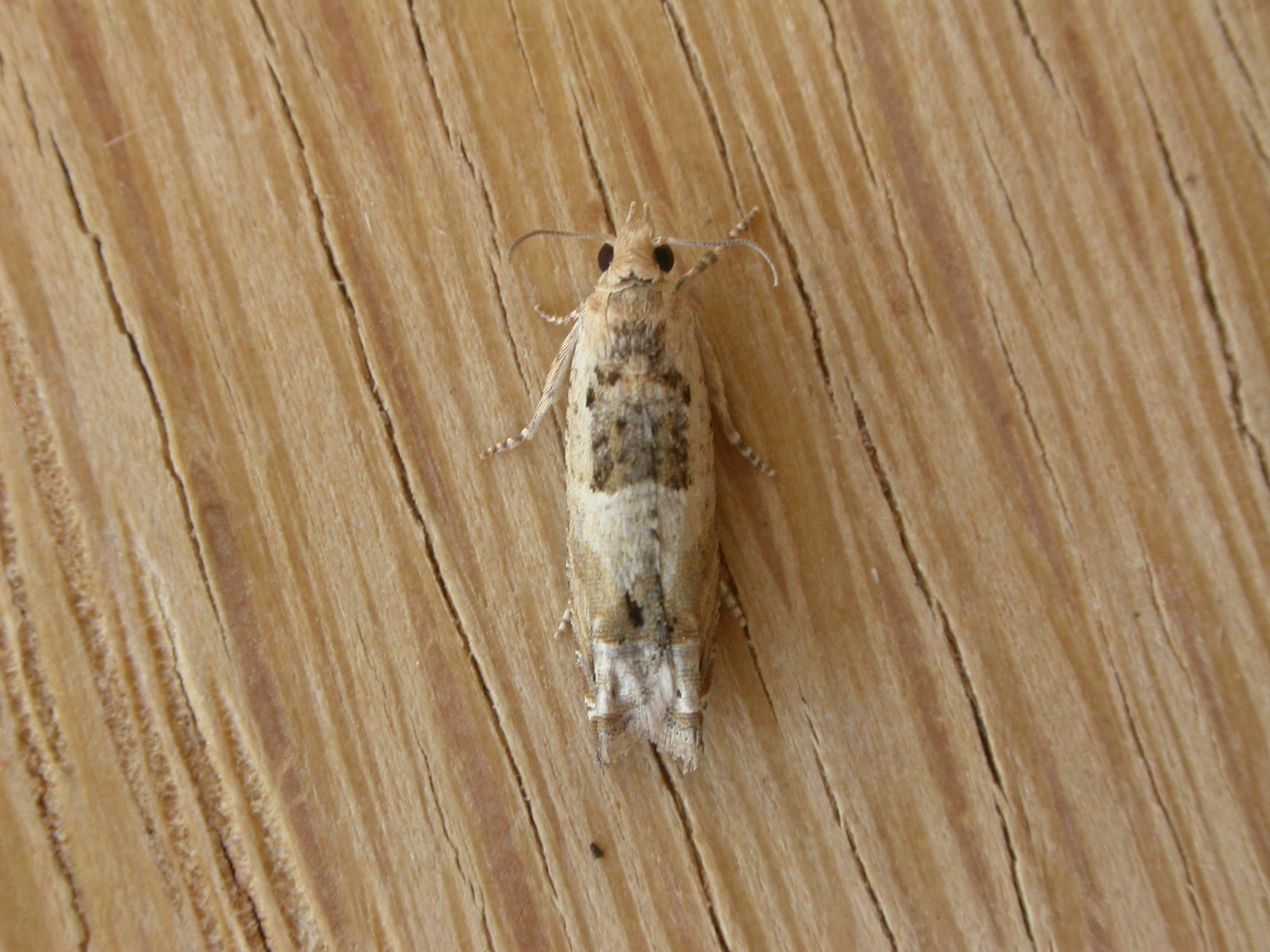
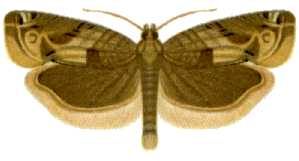

## Systématique
Le nom valide complet (avec auteur) de ce taxon est Crocidosema plebejana Zeller, 1847,.
Crocidosema plebejana a pour synonymes :
- Crocidesma plebejana Zeller
- Crocidosema altheana (Mann, 1855)
- Crocidosema blackburnii (Butler, 1881)
- Crocidosema bostrychodes Diakonoff, 1992
- Crocidosema charmera (Turner, 1946)
- Crocidosema excitana (Möschler, 1891)
- Crocidosema insulana Aurivillius, 1922
- Crocidosema iris Diakonoff, 1984
- Crocidosema lavaterana (Millière, 1863)
- Crocidosema obscura (Wollaston, 1879)
- Crocidosema peregrinana (Möschler, 1866)
- Crocidosema plebeiana Meyrick, 1881
- Crocidosema ptiladelpha Meyrick, 1917
- Crocidosema tornocycla (Turner, 1946)
- Eucosma charmera Turner, 1946
- Eucosma tornocycla Turner, 1946
- Grapholitha excitana Möschler, 1891
- Grapholitha peregrinana Möschler, 1866
- Paedisca lavaterana Millière, 1863
- Penthina altheana Mann, 1855
- Proteopteryx blackburnii Butler, 1881
- Steganoptycha obscura Wollaston, 1879
- Steganoptycha signatana Walsingham, 1894

### Publication originale
- (de) P. C. Zeller, « Bemerkungen über die auf einer Reise nach Italien und Sizilien beobachteten Scmetterlingsarten », Isis von Oken, Allemagne, vol. 1847, no 10,‎ 1847, p. 721-771 (ISSN 2568-0013, lire en ligne, consulté le 9 septembre 2024).